# Pseudoeryx
Pseudoeryx är ett släkte av ormar som ingår i familjen snokar. Släktet tillhör underfamiljen Dipsadinae som ibland listas som familj.
Vuxna exemplar är cirka 60 till 110 cm långa. De förekommer i Sydamerika söderut till norra Argentina. Individerna simmar ofta och de har antagligen fiskar och groddjur som föda. Enligt en studie föder honor av Pseudoeryx relictualis levande ungar medan honor av Pseudoeryx plicatilis lägger ägg.

Arter enligt Catalogue of Life och The Reptile Database:
- Pseudoeryx plicatilis
- Pseudoeryx relictualis